# Riemschneider-thiocarbamaatsynthese
De Riemschneider-thiocarbamaatsynthese is een organische reactie, waarbij een aromatisch thiocarbamaat gevormd wordt uit het corresponderen aromatisch thiocyanaat:
Het thiocyanaat wordt eerst behandeld met zwavelzuur en vervolgens wordt het ontstane primair imide gehydrolyseerd met ijskoud water. De reactie werd vernoemd naar de Duitse scheikundige Randolph Riemschneider.